# Кашкарагаиха
Кашкарагаиха — село в Тальменском районе Алтайского края. Административный центр Кашкарагаихинского сельсовета.

## История
Основано в 1776 г. В 1928 году состояло из 340 хозяйств, основное население — русские. В административном отношении являлось центром Кашкарагаихинского сельсовета Тальменского района Барнаульского округа Сибирского края.

## Население
| 1926 | 1997 | 1998 | 1999 | 2000 | 2001 |
| ---- | ---- | ---- | ---- | ---- | ---- |
| 1575 | ↘960 | ↘932 | ↗953 | ↘947 | ↗972 |
| 2002 | 2003 | 2004 | 2005 | 2006 | 2007 |
| ↘888 | →888 | ↗893 | ↗904 | ↘890 | ↘864 |
| 2008 | 2009 | 2010 | 2011 | 2012 | 2013 |
| ↗964 | ↘912 | ↘876 | ↘870 | ↘862 | ↘836 |

Национальный состав
Согласно результатам переписи 2002 года, в национальной структуре населения русские составляли 87 %.